# Décès en mars 2003
Décès
- 1999
- 2000
- 2001
- 2002
- 2003
- 2004
- 2005
- 2006
- 2007

Pour une information complémentaire, voir la page d'aide.

| Date     | Nom                   | Activités                                                                              | Âge | Source |
| -------- | --------------------- | -------------------------------------------------------------------------------------- | --- | ------ |
| 1er mars | Antoine Aloni         | Footballeur franco-italien.                                                            | 73  |        |
| 3 mars   | Horst Buchholz        | acteur allemand                                                                        | 69  |        |
| 4 mars   | Octavio Fabiano       | Animateur de télévision argentin                                                       | 55  |        |
| 4 mars   | Djaba Iosseliani      | homme politique géorgien, criminel, et chef de l'organisation paramilitaire Mkhedrioni | 76  | (en)   |
| 6 mars   | Sébastien Japrisot    | écrivain, auteur d'Un long dimanche de fiançailles                                     | 71  |        |
| 8 mars   | Adam Faith            | acteur et chanteur britannique                                                         | 62  |        |
| 8 mars   | Jacques Lalande       | peintre figuratif français                                                             | 81  |        |
| 8 mars   | Karen Morley          | actrice américaine                                                                     | 93  |        |
| 9 mars   | Stan Brakhage         | réalisateur américain                                                                  | 73  |        |
| 11 mars  | Barry Sheene          | pilote motocycliste britannique                                                        | 52  |        |
| 12 mars  | Andrei Kivilev        | coureur cycliste kazakh                                                                | 29  |        |
| 12 mars  | Zoran Đinđić          | homme politique et philosophe serbe                                                    | 50  |        |
| 12 mars  | Lynne Thigpen         | actrice américaine                                                                     | 54  |        |
| 14 mars  | Jean-Luc Lagardère    | chef d'entreprise et patron de presse français                                         | 75  |        |
| 15 mars  | Dame Thora Hird       | actrice anglaise                                                                       | 91  |        |
| 18 mars  | Oles Berdnyk          | écrivain ukrainien de science-fiction                                                  | 76  | (uk)   |
| 19 mars  | Ernest Risse          | peintre et verrier français                                                            | 82  |        |
| 19 mars  | Rick Zumwalt          | acteur et un pratiquant de bras de fer américain                                       | 51  |        |
| 21 mars  | Fernando Carcupino    | peintre italien                                                                        | 80  | (it)   |
| 22 mars  | Michel Tylinski       | footballeur français                                                                   | 68  |        |
| 22 mars  | Philip Yordan         | scénariste et producteur américain                                                     | 88  |        |
| 24 mars  | Hans Hermann Groër    | cardinal autrichien, archevêque de Vienne                                              | 83  |        |
| 24 mars  | Evgeni Klevtzov       | coureur cycliste russe                                                                 | 74  |        |
| 27 mars  | Elisa Mújica          | écrivaine colombienne.                                                                 | 85  | (es)   |
| 28 mars  | Louis Amalvy          | peintre français                                                                       | 84  |        |
| 28 mars  | Mireille Montangerand | peintre française                                                                      | 88  |        |
| 28 mars  | Roger Pasquini        | Footballeur français devenu entraîneur.                                                | 85  |        |
| 29 mars  | Kurt Gimmi            | coureur cycliste suisse                                                                | 67  |        |
| 31 mars  | Michael Jeter         | acteur et réalisateur américain                                                        | 50  |        |
| 31 mars  | Eduardo Úrculo        | peintre et sculpteur espagnol                                                          | 64  |        |